# Ranghel Vălceanov
Rangel Petrov Vălceanov (n. 12 octombrie 1928, Sofia-capitala, Bulgaria – d. 30 septembrie 2013, Sofia, Bulgaria) a fost un actor și regizor de film bulgar.
A absolvit studii de regia de teatru la Academia Națională de Artă Teatrală și Cinematografică „Krastio Sarafov” în 1953. A început să lucreze ca asistent de regie și ulterior ca regizor. Vălceanov a lucrat în Cehoslovacia între 1970 și 1972, unde a continuat să lucreze la filme. A devenit membru al Academiei Europene de Film și „Artist al Poporului” din Republica Populară Bulgaria. A fost votat cel mai bun regizor de film bulgar din secolul al XX-lea.
Filmul Unde te duci? (За къде пътувате?, 1986) a fost proiectat în secțiunea Un Certain Regard a Festivalului de Film de la Cannes din 1986 și a fost înscris în competiția principală la cel de-al XV-lea Festival Internațional de Film de la Moscova.
Rangel Vălceanov a decedat la 30 septembrie 2013.